# Autoxidation
Autoxidation bezeichnet eine Oxidation durch Luftsauerstoff. Die Autoxidation verläuft sehr langsam und ohne merkliche Wärmeentwicklung oder Flammenerscheinung, im Gegensatz zur Verbrennung. Dabei werden aus oxidationssensiblen Substanzen Oxide gebildet. Solche Oxide sind z. B.: Alkohole, Aldehyde, Ketone und Carbonsäuren. Aus Substanzen  mit Doppelbindungen wie z. B. Linolsäure, Kohlenwasserstoffen oder geruchsaktiven Stoffen aus der Gruppe der Terpene werden zunächst Hydroperoxide gebildet. Diese oxidierten Produkte können langsam zu ihrer nächsten Oxidationsstufe weiterreagieren. Die Reaktion wird durch Licht, insbesondere ultraviolettes Licht, und Spuren von Metallen wesentlich beschleunigt. Die Autoxidation ist ein Grund für das Altern von Materialien an der Luft. Bei Metallen wird der Prozess meist als Korrosion bezeichnet.

## Auftreten
Typische Beispiele sind das Ausbleichen von Farben, die Alterung von Kunststoffen, das Ranzigwerden von Speisefett und das Aushärten oxidativ trocknender Lacke. Das klassische Lehrbuchbeispiel ist die Bildung von explosiven Peroxiden aus Ethern (z. B. Diethylether, Tetrahydrofuran) beim längeren Stehen an der Luft.

## Mechanismus
Die Autoxidation von Kohlenwasserstoffen, z. B. Cyclohexan, ist eine Radikalkettenreaktion, bei der eine Vielzahl von unterschiedlichen Teilreaktionen abläuft. Zunächst reagiert ein Initiatorradikal mit Sauerstoff unter Bildung eines Peroxyradikals.
Dieses Peroxyradikal abstrahiert ein Wasserstoffatom aus einer Alkylkette, was zu einem Hydroperoxid und einem Alkylradikal führt.
Das Alkylradikal reagiert wiederum mit Sauerstoff zu einem Peroxyradikal.
Durch diesen Prozess werden zunächst Hydroperoxide (ROOH) gebildet, die unter Bruch der O–O-Bindung zu je einem Alkoxyradikal und Hydroxyl-Radikal (OH•) zerfallen können. Diese Radikale können weitere H-Atome vom Substrat abstrahieren und dadurch Alkohol (ROH) bzw. Wasser (H2O) und Alkylradikale bilden. Letztere reagieren wiederum mit Sauerstoff zu Peroxyradikalen. Weil durch diesen Prozess die quasistationäre Konzentration der Kettenträger (Peroxylradikale ROO•) ansteigt, laufen Autoxidationen schneller ab bei hoher ROOH-Konzentration.
Sauerstoff selbst ist zwar ein Diradikal, reagiert aber bei Raumtemperatur nicht mit Kohlenwasserstoffen, da die Bildung eines Alkylradikals und eines Hydroperoxylradikals aus Sauerstoff und Alkan endotherm ist und eine sehr hohe Aktivierungsbarriere hat.
Kettenstart
{\displaystyle \mathrm {ROOH+RH\ {\xrightarrow {Energie}}\ RO{\cdot }+{\cdot }OH+RH\ \longrightarrow {}\ RO{\cdot }+H_{2}O+R{\cdot }\quad } }
{\displaystyle \mathrm {RO{\cdot }+RH\ {\xrightarrow {H-Abstraktion}}\ R{\cdot }+ROH\quad } }

Kettenfortpflanzung
{\displaystyle \mathrm {R{^{\cdot }}+O_{2}\ {\xrightarrow {schnell}}\ ROO{^{\cdot }}} }
{\displaystyle \mathrm {ROO{^{\cdot }}+RH\ {\xrightarrow {H-Abstraktion}}\ ROOH+{^{\cdot }}R} }

Kettenabbruch
{\displaystyle \mathrm {2ROO{^{\cdot }}\ {\xrightarrow {}}\ 2RO{^{\cdot }}+O_{2}\ \longrightarrow {}\ ROH+QO+O_{2}} }

Alkohol- und Ketonbildung
{\displaystyle \mathrm {ROOH+ROO{^{\cdot }}\ \longrightarrow {}\ ROOH+Q{^{\cdot }}OOH\ \longrightarrow {}\ ROOH+QO+^{\cdot }OH} }
{\displaystyle \mathrm {ROOH+QO+^{\cdot }OH+RH\ \longrightarrow {}\ ROOH+QO+H_{2}O+R^{\cdot }\ \longrightarrow {}\ RO^{\cdot }+ROH+QO+H_{2}O} }

Das Keton (QO) wird bei einfachen Substraten (z. B. Cyclohexan) nicht durch Primärreaktionen, sondern wie im obigen Schema gezeigt durch sekundäre Weiterreaktionen mit ROOH, gebildet. Das zwischenzeitlich auftretende Radikal Q•OOH ist nicht stabil: Es eliminiert ein Hydroxylradikal und wird zum Keton QO. Der Alkohol (ROH) kann in einer anschließenden Käfigreaktion (reaktive Teilchen dicht beieinander) gebildet werden. Weil es sich bei Autoxidationen um Kettenreaktionen handelt, reicht die Geschwindigkeit des Kettenabbruchs nicht aus, um die hohen Alkohol- und Ketonwerte zu erklären.

## Reaktionsgeschwindigkeit
Im quasistationären ("steady state") Zustand ist die Radikalkonzentration konstant, das heißt die Geschwindigkeit des Kettenstarts ist identisch mit derjenigen des Kettenabbruchs.
{\displaystyle \mathrm {r_{init}=k_{init}\cdot [ROOH]=k_{term}\cdot [ROO^{\cdot }]^{2}} }
{\displaystyle \mathrm {r_{prop}=k_{prop}\cdot [RH]\cdot [ROO^{\cdot }]=k_{prop}\cdot [RH]\cdot {\sqrt[{\,}]{\frac {k_{init}}{k_{term}}}}\cdot {\sqrt[{\,}]{[ROOH]}}} }

## Abgrenzung
In manchen Quellen wird jede Oxidation mit Luftsauerstoff als Autoxidation bezeichnet, also auch die Verbrennung und enzymatische Prozesse wie das Modern von Holz.